# Lenoxus apicalis
Lenoxus apicalis (J. A. Allen, 1900) è un roditore della famiglia dei Cricetidi, unica specie del genere Lenoxus (Thomas, 1909), diffuso nell'America meridionale.

## Descrizione

### Dimensioni
Roditore di medie dimensioni, con la lunghezza della testa e del corpo tra 150 e 170 mm, la lunghezza della coda tra 150 e 190 mm e la lunghezza del piede tra 32 e 36.

### Caratteristiche craniche e dentarie
Il cranio presenta un rostro lungo ed affusolato e la regione inter-orbitale rigonfia. Le placche zigomatiche sono sottili.
Sono caratterizzati dalla seguente formula dentaria:

### Aspetto
Il corpo è simile a quello di un ratto. Le parti dorsali sono nerastre con dei riflessi grigi, più intensi lungo i fianchi, mentre le parti inferiori sono bruno-grigiastre con una leggera tinta giallo-brunastra, più pronunciata sul petto e la gola e con la base dei peli scura. Le zampe anteriori sono bruno-grigiastre, mentre quelle posteriori sono più chiare. Il pollice è munito di un'unghia non appuntita, mentre gli altri artigli sono relativamente corti. La coda è lunga circa quanto la testa ed il corpo, finemente ricoperta di piccoli peli, uniformemente marrone e con l'estremità bianca.

## Biologia

### Comportamento
È una specie terricola.

## Distribuzione e habitat
Questa specie è diffusa sul versante andino orientale del Perù sud-orientale e della Bolivia centro-occidentale.
vive nelle foreste umide primarie e secondarie tra 1.100 e 2.500 metri di altitudine.

## Tassonomia
Sono state riconosciute 2 sottospecie:
- L.a.apicalis: Perù sud-orientale;
- L.a.boliviae (Sanborn, 1950): Bolivia centro-occidentale.

## Conservazione
La IUCN Red List, considerato il vasto areale, la tolleranza alle modifiche ambientali e la popolazione presumibilmente numerosa, classifica L.apicalis come specie a rischio minimo (Least Concern).